# مهشید ناصری
مهشید ناصری (زادهٔ ۱۷ آبان ۱۳۶۷ در سبزوار) بازیگر سینما، تئاتر و تلویزیون ایرانی است.

## فیلم‌شناسی

### تئاتر
- شبیه رهایی ورای یک‌نفس (۱۳۹۲)[۱]
- باگانه (۱۳۹۳)[۲]
- مرد برهنه، مرد فراگ‌پوش (۱۳۹۴)[۳]
- ریش فیدل و غبغب مرکل (۱۳۹۵)[۴]

### تلویزیون
- زوج یا فرد (۱۳۹۸)[۵]

حضور او در برنامهٔ کودک شو به همراه همسر و فرزندش و دوبله کارتون با استقبال حضار و نیز کاربران فضای مجازی روبه‌رو شد.

### سینما
- زاده شدن (۱۳۹۴)[۷]
- پدران (۱۳۹۸)[۸]

## جوایز
در دومین جشنوارهٔ تئاتر شهر، رتبهٔ سوم بهترین بازیگر زن را به خاطر نمایش شبیه رهایی ورای یک‌نفس کسب کرد.

## کووید
او به همراه همسرش، هدایت هاشمی، از داوطلبان مرحلهٔ سوم کارآزمایی بالینی واکسن کوو ایران برکت در خرداد ۱۴۰۰ بود.